# Лаша Хуцішвілі
Лаша Хуцішвілі (нар. 2 жовтня 1985, Тбілісі) — грузинський політик, міністр фінансів Грузії з 1 квітня 2021 року.

## Освіта
Здобув освіту в Європейській вищій школі менеджменту в Тбілісі (ступінь бакалавра з ділового адміністрування) та Принстонський університет (бакалавр мистецтв із загального менеджменту).

## Кар'єра
- Лютий 2014 — квітень 2021 — заступник міністра фінансів Грузії
- Липень 2016 – вересень 2020 – обраний членом керівної групи ОЕСР/G20 Inclusive Framework щодо BEPS (розмивання бази та переміщення прибутку)
- Січень 2013 — лютий 2014 — генеральний директор податкової служби Грузії
- Січень 2008-2013 - Ernst & Young LLC Тбіліський офіс, податковий та юридичний відділ
- 2007-2008 - член Податкової Ради Міністерства фінансів Грузії